# Kerogen
Kerogen är ett samlingsnamn för fasta organiska substanser i berg som är olösliga i organiska lösningsmedel, men som vid upphettning  utsöndrar petroleum och naturgas.
Det bildas främst genom bakteriell nedbrytning av relativt färskt organiskt material och finns i tre typer:
Typ I: Sapropeliskt kerogen. Ger mycket olja vid termisk omvandling.
Typ II: Humuskerogen. Ger mest gas vid termisk omvandling. (mest från nedbrutna landväxter)
Typ III: Ett mellanting. Ger både olja och gas vid termisk omvandling.